# Enric Cristòfor Ricart i Nin
Enric Cristòfor Ricart i Nin o també Enric C. Ricart (Vilanova i la Geltrú, 1 de novembre de 1893 - 11 de març de 1960) va ésser un gravador i pintor català.

## Biografia
Fill de Francesc Ricart Marrugat i Dolors Nin Ricart, tots dos progenitors procedents de famílies benestants, Ricart fou el petit dels tres fills. L'artista apareix sempre descrit com un minyó malaltís i, nascut setmesó, va perdre la mare de la depressió postpart. El seu pare tornà a casar-se de nou amb Lola Valentí i fou criat per tretze dides al llarg de la seva infantesa.
La seva escolarització començà als Escolapis, passant per l'escola Mont d'Or de Barcelona i després per l'Escola de Peritatge Tècnic de Vilanova i la Geltrú.
A l'edat d'onze anys el seu pare l'inscriví a l'Escola d'Art de Francesc d'Assís Galí després d'uns mals resultats a acadèmics a l'Escola Industrial de Vilanova. Mentre estudiava a l'escola d'Art, concretament a finals de 1913, es desvetllà en ell la inquietud de pintar. En tingué part de culpa la nova estètica cubista que arribà a Barcelona la primavera de 1912 a través d'una exposició organitzada a les Galeries Dalmau. A l'escola d'Art de Vilanova coincidí amb companys que posteriorment serien figures reconegudes de l'art català com Joan Miró (a qui, per exemple, retrataria vestit de soldat el 1916, i amb qui compartiria taller a partir d'aquell mateix any al carrer Baix de Sant Pere), Josep Llorens i Artigas o Rafael Benet i Vancells. Galí, mestre permeable als corrents moderns i impartint un ensenyament humanístic amb la convicció que l'Art no s'havia d'ensenyar sinó desvetllar, influí decisivament en el futur de tots ells. En l'estil de ricart destaca la pulcritud i la insistència en la simplicitat de la forma.
El 1914, juntament amb el pintor vilanoví Rafael Sala Marco, feu una estada de sis mesos a Florència. En aquesta ciutat descobrí Fra Angelico, Giotto o la tècnica de Botticelli, i durant la seva estada a Itàlia pogué freqüentar els cenacles artístics, com ara el cafè Giubbe Rose i la taverna Lapi, lloc de reunió dels seguidors del moviment futurista. Tanmateix, una de les empremtes més grans de la capital toscana fou el seu primer contacte amb els gravats.
En tornar completà la seva formació a l'Escola de Bells Oficis Durant la Primera Guerra Mundial Barcelona acollí artistes estrangers que fugien del conflicte, la qual cosa comportà l'organització de diferents activitats artístiques i literàries i va permetre a Ricart a estar amb contacte amb ells. L'hivern de 1920 Ricart viatjà a París on conegué els catalans que s'estaven a aquella capital. Per exemple, gràcies a l'encontre amb Félix Fénélon, director de l'editorial La Sirène, crític d'art i assessor de les Galeries Bernheim, li encarregà la il·lustració de gravats amb boix de l'obra Carmen de Prosper Merimée. Durant els anys vint l'artista tornà diverses vegades a París i també viatjà de curta estada a Londres, Madrid i Sevilla.
El 1926 s'establí definitivament a Vilanova i la Geltrú, on començà una amistat amb Joaquim Mir. A la dècada dels trenta rebé nombrosos encàrrecs per guarnir obres amb els seus gravats, d'editorials tant espanyoles com internacionals. Durant la II República fou professor del Taller-Escola de Pintura i Escultura de la Generalitat de Catalunya a Tarragona. L'esclat de la Guerra Civil va suposar-li un trasbals, tal com mostren les seves memòries: perquè m'era una distracció necessària per alliberar el meu pensament de la feixuga obsessió que era viure uns dies monòtons, feixucs i de color de catxumbo.
L'escriptura, de fet, fou una de les nombroses ocupacions de Ricart: entre el 1920 i el 1956 mantingué un diari, anomenat Quaderns Kodak; durant la Guerra Civil redactà les esmentades Memòries. Es conserva, a banda, un epistolari molt ric Arxivat 2020-03-19 a Wayback Machine., sobretot amb J. F. Ràfols, gran amic de Ricart, i alguns articles. El 1946 entrà a formar part de l'Acadèmia del Far de Sant Cristòfol, impulsada per Eugeni d'Ors.
Morí l'11 de març de 1960, i és considerat com un dels artistes més destacats del Noucentisme.

## Trajectòria artística

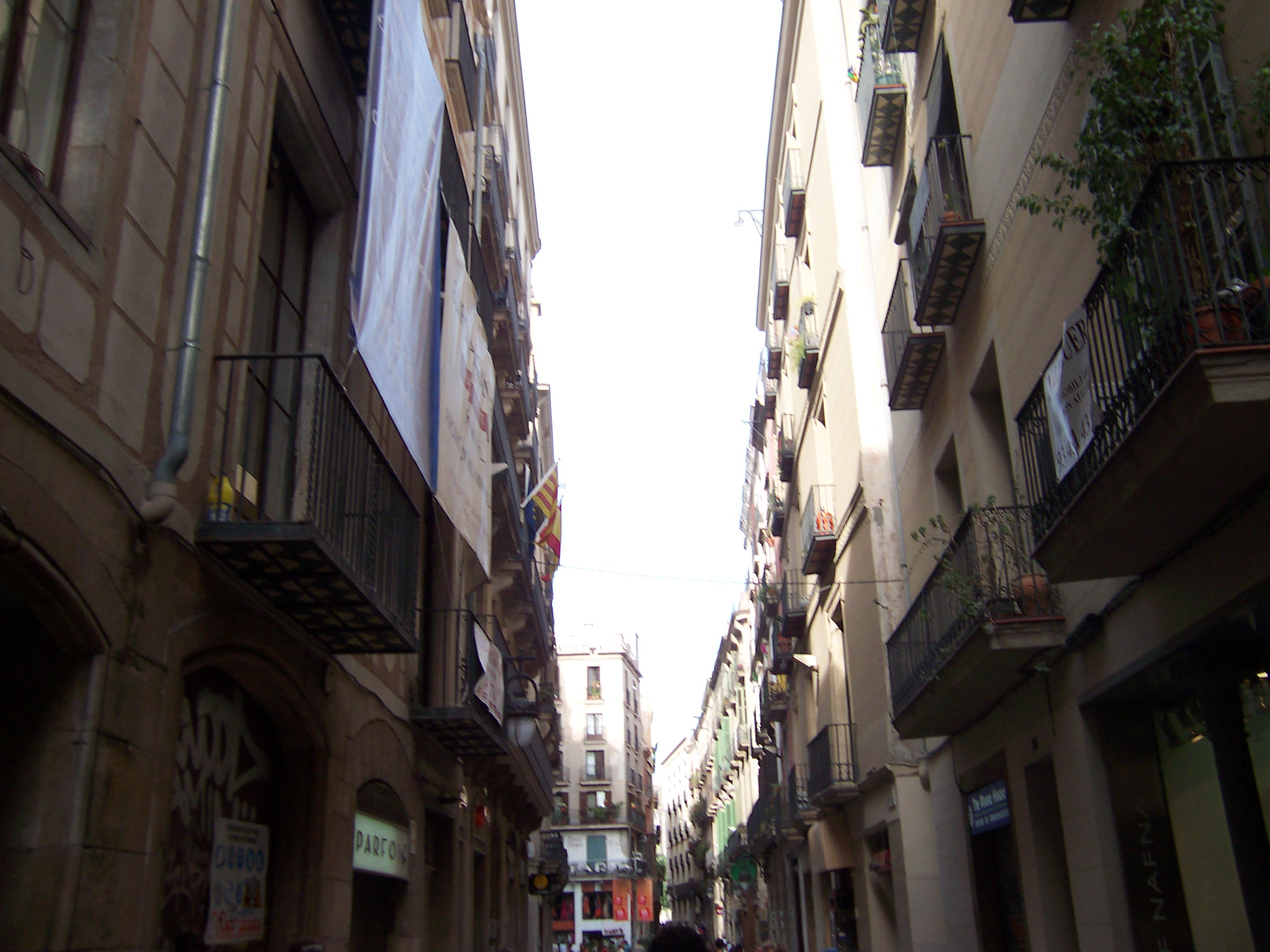
La primera exposició de l'artista tingué lloc a les Galeries Dalmau, llavors ubicades al número 18 del carrer Portaferrissa.

Exposà per primer cop a les Galeries Dalmau, centre on malgrat que no n'han quedat gaires mostres configurava un espai d'interrelació i reflexió estètica. La primera exposició de Ricart es realitzà entre el 10 i el 25 de gener de 1917. En aquesta mostra de 18 obres, tal com s'especifica en el catàleg de l'exposició del seu centenari, s'hi troben olis, dibuixos, gouches, boixos i linòleums, que representen retrats, paisatges i natures mortes. La impressió del catàleg va ser feta pels Oliva de Vilanova i la seva presentació la feu el poeta mallorquí Miquel Ferrà que destacà els cànons cézannians a través dels quals Ricart descrivia els paisatges de la comarca del Garraf i la intenció i la sobrietat austera dels seus retrats així com la concreció dels bodegons al guaix.
Al cap de poc temps exposaren al mateix recinte, també per primer cop, Rafael Sala i Josep Francesc Ràfols i juntament amb Ricart començaren la redacció de la revista avantguardista Themis. Aquesta coincidència impulsà a alguns crítics, com per exemple a Josep Maria Junoy, a parlar de "L'escola de Vilanova".
| « | L'escola de Vilanova: Així hem decidit anomenar un grup, encara que reduït, significatiu de la més Jove Pintura Catalana, compost, fins ara, a coneixença nostra, per Enric C. Ricart, Rafael Sala i Joan Miró | » |

Pel que fa al caràcter de l'obra de Ricart i Nin, aquesta feu un gir quan tornà de Florència, d'una estada (de jove) amb Rafael Sala. A la ciutat italiana va descobrir l'art del gravat en fusta i aquesta tècnica es convertirà en la seva predilecció en l'expressió artística. En tornar a Vilanova començà a experimentar alternant amb la pintura la seva producció.
També fou membre fundador de l'Agrupació Courbet, grup que tot i no tenir cap relació amb l'obra del pintor realista fracès Gustave Courbet prengueren el seu nom per l'actitud reivindicativa, inconformista, independent i innovadora de l'artista en contraposició a la situació cultural establerta del moment. Col·laborà a les revistes L'Instant, Troços, Themis, Jordi i Prisma. Il·lustrà amb els seus gravats al boix nombrosos llibres com Aleluyas (de Santiago Vinardell, 1919), La vida es sueño (de Calderón de la Barca), El Poema de Nadal, i Àncores i estrelles (de Josep Ma. de Sagarra, 1931 i 1936) i L'Odissea (d'Homer, 1948) i va ser el representant més destacat de la renaixença de la xilografia catalana al primer terç del segle xx. A més, fou membre de la Junta de la Biblioteca Museu Víctor Balaguer (on es conserven bona part de les seves pintures, gravats i els seus àlbums de proves d'estat Arxivat 2017-12-03 a Wayback Machine.).
L'any 1942 va participar en l'Exposición Nacional de Bellas Artes de Barcelona amb el gravat La pesca, amb la qual va obtenir el diploma de segona classe d'aquesta categoria. També va guanyar el premi extraordinari de l'Institut Gràfic Oliva de Vilanova per a gravat d'aquesta exposició.
L'any 2018 la Biblioteca de Catalunya va adquirir el seu fons, format per dibuixos originals, matrius i estampes xilogràfiques, així com petits impresos (ex-libris, etc.).

## Estil
Pel que fa a l'estil de Ricart i Nin, en un primer moment es pot parlar d'una gran interrelació amb Joan Miró, amb el qual s'influenciaven mútuament, sovint tots dos arrossegats per les obres de Cézanne i el fauvisme.
Ricart, que en un principi evolucionà en paral·lel a Joan Miró, s'anà apropant cada cop més a temes de caràcter noucentista com ara les formes de vida mediterrànees.
L'artista va provar també el cubisme, experimentant amb els volums, tema sobre el qual Galí tingué molta influència en la formació de Ricart. L'artista però, s'apropà al cubisme en tant que una manera de provar la desestructuració volumètrica en el sentit de preludi de la recomposició del món que perseguien els noucentistes, sense llençar-se a un nou camí com feu Miró. Ricart fugí en tot moment dels excesos dels moviments artístics del moment, i fou en un viatge a Florència -ciutat en la qual s'impregnà dels aires renaixentistes- on va descobrir el gravat.
| « | Amb Rafael Sala ens estàvem al cafè Giubbe Rosse, a Florència, quan un amic italià va mostrar-nos una planxa de fusta de boix gravada i abans d'imprimir. El dibuix va esborrar-se'm completament de la memòria: el que, però, va restar-me'n era la riquesa d'aquesta, la qualitat de la planxa groc-daurada, amb unes línies negres en relleu. Això no va esborrar-se'm i sovint recordava la bellesa d'aquell bloc, les aigües sedoses i daurades de la fusta de boix, i el pes d'aquella rajoleta tan ben escairada | » |

A partir d'aquest moment Ricart iniciarà un procés autodidàctic d'aprenentatge en el gravat, el que desembocarà finalment en la seva faceta més coneguda.

### Dibuix
El dibuix fou sempre per a ell de gran importància. Sovint dibuixava sobre la tela, o fins i tot sobre cartó, per després pintar a l'oli. El dibuix marca, quasi millor que la pintura, dues etapes diferenciades de la seva obra. Un primer temps en el qual s'esforça per aconseguir la claredat compositiva dels primitius italians així com una certa originalitat en el color; i un segon període en el qual es proposa una major naturalitat i intentant aconseguir cada cop una perfecció formal més gran.

### Retrats
Retrat d'un advocat, que pintà el 1921, és un dels més significatius i el presentà a l'Exposició de Primavera de 1922 i a l'Exposició d'Art et Amiticiae d'Amsterdam.
Arribà a una maduresa estilística i aconseguí una profunda sensació d'espontaneïtat.Retrat del meu nebot amb gorra de quadres, és segurament un dels representants d'aquesta maduresa i també cal esmentar d'aquest període els retrats fets a llapis, realitzats amb virtuosisme.

### Natures mortes
Tot i no estar d'acord amb el terme, Ricart fou pintor d'aquesta representació artística. Quan trobarem un terme menys macabre? Bodegó? No, tampoc suggereix allò que en general representa. El silenci de les coses? Un guant tebi encara del contacte de la mà i abandonat sobre una tauleta amb llibres, amb un cigarro que fumeja és una cosa tan viva i expressiva com una flor que, erròniament, també anomenem naturalesa morta.
A partir de 1928 cultivà quasi exclusivament aquest gènere. Els colors són sempre suaus, els ombrejats matisats i refusant les accentuacions del contrast però intentant aconseguir la sensació de corporeïtat. Per obtenir la màxima corporeïtat dels objectes inanimats no fa falta perfilar-los excessivament com jo feia abans.

### Xilografia
Com a gravador al boix assolí una gran tècnica. Aleluyas de Santiago Vinardell (1919) fou el primer llibre il·lustrat emprant la tècnica de la fusta de fil. En la simplicitat de les composicions aconseguí el propòsit de sintetitzar la idea en unes figures molt esquemàtiques i d'enlleçar amb el boix antic.